# 클루브 우니베르시다드 데 칠레

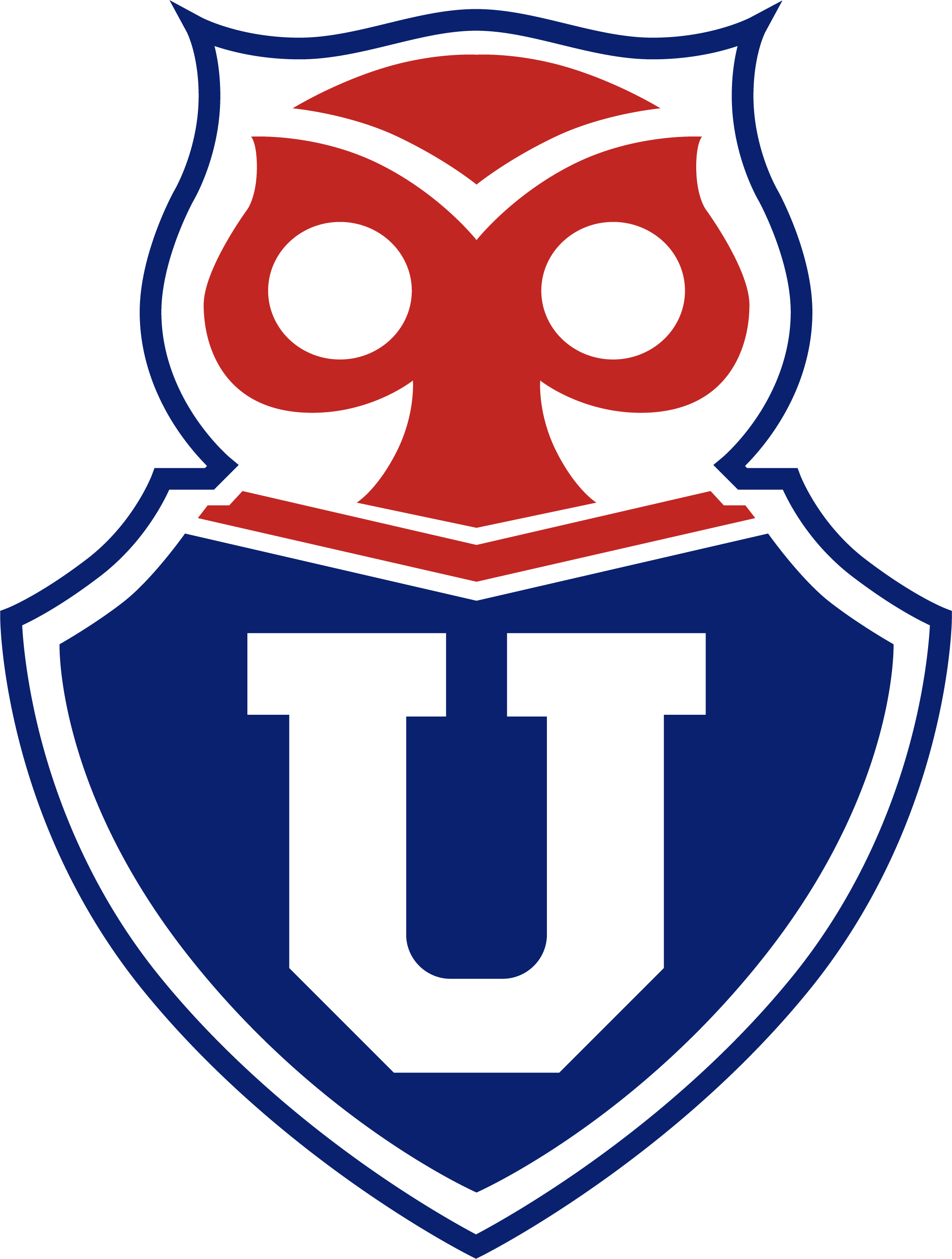

클루브 우니베르시다드 데 칠레(Club Universidad de Chile)는 칠레의 수도 산티아고를 연고지로 하는 축구 클럽이다. 이 팀은 1927년 5월 24일에 창단되었으며, 현재 칠레 프리메라 디비시온에 참가하고 있다.

## 선수 명단

### 현역
참고: FIFA 자격 규정에 따라 소속된 국가대표팀 국기를 표시합니다. 선수는 복수의 FIFA 비회원국 국적을 가지고 있을 수 있습니다.
| 번호 | 포지션 | 국적 | 이름          |
| ---- | ------ | ---- | ------------- |
| 2    | DF     |      | 프랑코 칼데론 |

| 번호 | 포지션 | 국적 | 이름                 |
| ---- | ------ | ---- | -------------------- |
| 16   | MF     |      | 마티아스 세풀베다    |
| 18   | FW     |      | 루시아노 다니엘 폰스 |

## 역대 감독
| 감독                  | 임기        |
| --------------------- | ----------- |
| 알레한드로 스코페지   | 1941 ~ 1945 |
| 알레한드로 스코페지   | 1950 ~ 1952 |
| 페르난도 리에라       | 1978 ~ 1982 |
| 페르난도 리에라       | 1985 ~ 1988 |
| 마누엘 페예그리니     | 1988 ~ 1989 |
| 호르헤 삼파올리       | 2011 ~ 2012 |
| 마르틴 라사르테       | 2014 ~ 2015 |
| 마우리시오 펠레그리노 | 2023        |